# Пјанкапијетра (Торино)
Пјанкапијетра је насеље у Италији у округу Торино, региону Пијемонт.
Према процени из 2011. у насељу је живело 7 становника. Насеље се налази на надморској висини од 373 м.